# Margherita Cattaneo
Margherita Cattaneo (Firenze, 1907 – Firenze, 1971) è stata una giornalista e scrittrice italiana.

## Biografia
Intraprese la carriera giornalistica nel 1923 come collaboratrice de La Nazione di Firenze e si iscrisse all’ albo nazionale dei giornalisti pubblicisti. Negli anni 30 collaborò con  Radio (EIAR) realizzando trasmissioni culturali e di intrattenimento.
Fu amica di famiglia di Ugo Ojetti e particolarmente di sua moglie Fernanda e sua figlia Paola. Il celebre scrittore la aiutava consigliandola nella redazione degli articoli più impegnativi e dei romanzi; con tutti e tre fu in frequenti rapporti epistolari.Amica anche dello scultore Libero Andreotti scrisse un articolo dal titolo La fusione della Pietà (un gruppo bronzeo da lui modellato) che fu pubblicato su La Nazione dell'11 aprile 1934.
Nel 1935 scrisse il suo primo romanzo, intitolato Io nel mezzo, che ottenne un riconoscimento al Premio Viareggio di quello stesso anno.
Dal 1939 al 1943 direttrice responsabile dell'Almanacco della Donna Italiana, una importante rivista femminile nata nel 1920 in seno alla casa editrice Bemporad (divenuta poi Marzocco dopo l'entrata in vigore delle leggi razziali fasciste del novembre 1938). Sotto la sua direzione la rivista incrementò la sua portata culturale con l'intervento di scrittori quali Tumiati, Cicognani, Alberto Savinio, Enrico Sacchetti, De Cespedes, senza tralasciare Malaparte, Delfini, Landolfi e Brancati a cui fanno riscontro i nomi di Lawrence, Proust, Stein, Cocteau, Gide, Woolf, Colette e gli americani Saroyan, Faulkner, Caldwell e Steinbeck. Mostrando pure interesse per le arti figurative con la pubblicazione di tavole di pittori contemporanei come Primo Conti, Bino Sanminiatelli e Pietro Annigoni.Collaborò anche con vari periodici (Il nuovo Giornale, le riviste Diana e  La nuova scuola italiana) firmando spesso con pseudonimi diversi.
Nel dopoguerra, segnatamente negli anni 50, collaborò con la RAI scrivendo, a quattro mani col regista Umberto Benedetti, l'originale televisivo Bandiera Nera nel quale, attraverso il racconto dei pirati più famosi, era delineato un quadro storicamente corretto dell'evoluzione della pirateria dal XIII al XVIII secolo. Andò in onda nel settembre del 1954 in tredici puntate e riscosse un notevole successo.
Sempre per la RAI scrisse il testo dello sceneggiato Circuito chiuso della serie Nero Wolfe,  tratto dal romanzo di Rex Stout Nero Wolfe sotto il torchio che, interpretato da Tino Buazzelli, Paolo Ferrari ed altri noti attori, fu trasmesso in due puntate il 7 ed il 14 marzo 1969. Morì a Firenze nel 1971.

## Opere
- Io nel mezzo, Milano, Vallecchi, 1935.
- Viaggio con la mosca, Milano, Vallecchi, 1938.
- Nasce una donna, Milano, Vallecchi, 1942.
- Abbasso il galateo, Milano, Vallecchi, 1945.
- Corsa di primavera, Milano, Vallecchi, 1947.